# Австралійська англійська
Австралійська англійська — австралійський варіант англійської мови.

## Соціо-лінгвістичний історичний контекст
Першим британським мореплавцем, який відвідав Австралію, був Дамп'єр (1699). Згодом, після сімдесятирічної перерви, у 1768 році англійці відрядили нову експедицію до Австралії на чолі з Джеймсом Куком. Експедиція Кука, обстеживши східне узбережжя, визнала його придатним для заселення. Відкриття виявилося дуже своєчасним, оскільки успішна боротьба Американських Штатів за незалежність позбавила британський уряд зручних місць для заслання.
1786 року Парламент приймає білль, яким на березі Нового Південного Вельсу засновує колонію. Точніший вибір місця доручають капітану експедиції Артуру Філіпу, губернатору першої британської колонії в Австралії. 26 січня 1788 року, після дев'ятимісячного плавання, кораблі з поселенцями кинули якір коло берегів Австралії.
На місці першого поселення згодом утворилося місто Сідней, а 26 січня — день формального проголошення колонії — стало днем національного свята (англ. Australian Day).
Більшість поселенців, 750 осіб, були засланцями, яких супроводжували близько 300 чиновників і військовиків. Засланці переважно були з найбідніших шарів міського та сільського населення, яких жорстока потреба та злидні штовхали на дрібні крадіжки. До них приєднувалися люди, які добровільно вирішили поселитися в Австралії, часто разом із сім'ями. Значна частина засуджених прибувала з Ірландії (щонайменше 25 %), інших неангломовних частин Великої Британії (валлійці та шотландці). Більшість населення англійською взагалі не розмовляла чи розмовляла дуже погано.
1827 року Пітер Каннінгем у своїй книзі «Два роки у Новому Південному Уельсі» написав, що білі новонароджені австралійці розмовляли з помітним характерним акцентом і словниковим складом, в якому відчувався великий вплив кокні (лондонці з низів). Примусове переселення засудженних в Австралію завершилося 1868 року, але імміграція добровольців із Британії, Ірландії й інших країн продовжувалася.
Освоєння нових земель спочатку відбувалось нелегко: перші експедиції складалися без урахування потреб у професійно навченій силі, самі переселенці не були зацікавленні у високій продуктивності праці, природні умови різко відрізнялися від тих, до яких колоністи звикли на батьківщині.
Уряду Великої Британії довгий час не вдавалося залучити у Австралію вільних переселенців, оскільки іммігранти віддавали перевагу вже освоєним землям Америки та Канади. Таким чином до середини XIX століття Австралія залишалася місцем заслання політичних та кримінальних злочинців. Потужним поштовхом до вільної імміграції стало відкриття у Австралії родовищ золота. У роки першої «золотої лихоманки» (1851) наплив переселенців був настільки великим, що за одне десятиліття біле населення Австралії зросло з 438 тисяч до 1168 тисяч.
Ще важливішим для розвитку економіки країни стало відкриття шляхів до великих та родючих рівнин Заходу. Дорога через Сині гори привела скотарів на неосяжні пасовища, скотарство стало основою галуззю економіки Австралії, сільськогосподарського придатку Британської імперії.
Значні економічні зсуви другої половини XIX століття супроводжувалися зародженням австралійської літератури, яка знайшла найповніше вираження у поетичному жанрі. Найбільшою славою користуються імена перших австралійських поетів — Генрі Кендалла, Адама Ліндсея, Городона і Брантона Стівенса. Кінець XIX століття відзначається появою таких значних письменників, як Том Коллінз та Генрі Лоусон, останній у австралійській літературі займає особливе місце та вважається зачинателем та класиком літератури Австралії. Розвиток національної літератури Австралії продовжується і в XX столітті, й імена таких письменників як Катарина Прічард, Френк Гарді, Віктор Вільямс, Ральф де Буасьє — відомі усьому світу.
Одночасно зі становленням національної літератури починає з'являтися і інтерес до самої мови. Публікуються перші словники та статті, присвячені особливостям англійської мови у Австралії, головним чином її словниковому складу. Основний наголос у дослідженнях цього періоду робиться на австралійський сленг, оскільки він не тільки відрізнявся від англійського, але й проникав у мову усіх прошарків населення. З'являється велика кількість словників. Ось деякі з них: 
- J.H. Vaux, Vocabulary of the Flash Language, New Castle 1812. (The Detective's Slang Phrases, Comprising All the Quaint Slang Words and Flash Dialogues.);
- K. Lentzner, Colonial English (A Glossary of Australian, Anglo-Indian, Pidgin English and South-African Words); та інші.

У XX столітті вивчення особливостей англійської мови у Австралії набуває повнішого і систематичного характеру. Досліджується не тільки словниковий склад мови, а і його фонетичні, словотворні та граматичні особливості.
Більш ніж півстолітнє існування Австралійського домініону, відірваного від метрополії декількома тисячами миль, а також слабкий культурний зв'язок з метрополією, з одного боку, та зростаюче відчуття національної самосвідомості і національної незалежності, з іншого, безумовно не могли не відбитися на словниковому складі, вимові і навіть граматиці англійської мови у Австралії. Відмінності зі словниковим складом літературної англійської мови зараз навіть зростають, оскільки прогресивні австралійські письменники широко впроваджують так звані «австралізми» у літературну мову, а глибоке вивчення історії Австралії у школах, як і публікація науково-популярних робіт з історії Австралії відроджують застарілі слова того періоду, коли Австралія була місцем заслання і переживала бурхливі роки золотої лихоманки. Проте ці відмінності не є настільки великими, щоб можна було говорити про австралійську мову.

## Статус австралійського варіанту англійської мови
З початку 1970-х років ситуація у світі змінилася: Англія остаточно перестала домінувати над своїми заокеанськими колоніями, Австралія перестала сприйматися як частина Британії у Тихому океані — тепер вона стала незалежною країною зі своїми особливостями. Жителі Австралії стали ясніше розуміти свою приналежність до азіатсько-тихоокеанської частини земної кулі. Дослідники виділяють низку факторів, які сприяли такій зміні, серед них:
- багатомовний склад населення Австралії: дані перепису населення 1991 року показують, що 14,5 % населення країни не користуються англійською мовою при спілкуванні вдома, у великих містах цей відсоток набагато вище (у Мельбурні 26 %, Сіднеї 24,9 %) і на Північній території, районі найбільшої концентрації аборигенного населення — 23,7 %;
- послаблення зв'язків з Великою Британією, зокрема, після виходу Великої Британії зі сходу Суецького Каналу та відміни традиційних привілеїв жителям Британської Співдружності Націй у самій Великій Британії, після її вступу до Європейського Союзу;
- всесвітній рух за права етносів, виконання принципів якого було проголошено реформістським урядом, який очолював Уітлем, обраний в 1972 році;
- зростаюча необхідність білих австралійців підтримати добросусідські стосунки з австралійцями-аборигенами.

Зміна національної самосвідомості має два наслідки для мови — зміна статусу австралійського варіанту англійської мови, його жорсткіша кодифікація, та зміна статусу інших мов, прийнятих для спілкування у Австралії.
Сучасна мовна політика в Австралії забезпечує державну підтримку не тільки англійській мові, але й іншим мовам, які функціонують в країні.
В країні діє перекладацька телефонна служба, державне мультикультурне телебачення — канали, які демонструють фільми на іноземних мовах з англійськими субтитрами, передачі новим на іноземних мовах. В Австралії діють державні багатомовні радіостанції. В державних початкових та середніх школах викладають більш ніж двадцять іноземних мов, випускні іспити в школі, прирівнені також до вступного іспиту у вищий навчальний заклад (Matriculation examination), здаються по 38 іноземним мовам. Місцеві публічні бібліотеки укомплектовані літературою, виданою на мовах, розповсюджених в тій чи іншій місцевості країни.
Існують також і протиріччя. Найгарячіші з них ведуться навколо форм вимови австралійців. Значна частина інтелігенції та деякі офіційні органи вважають, що такою нормою має служити англійська літературна вимова, на якій ведуться передачі радіо- та телепрограм BBC (British Broadcasting Corporation). Саме тому державна радіомовна компанія Австралії ABC (Australian Broadcasting Corporation) віддає перевагу використанню як дикторів людей, які володіють літературною англійською вимовою. У той же час деякі приватні радіомовні компанії ведуть передачі на мові, яка зберігає особливості австралійської вимови, ці передачі є популярнішими та мають більшу кількість телеглядачів, ніж передачі BBC.

## Діалекти Австралії
Термін діалект зазвичай використовується для позначення територіальних різновидів мови й частіше застосовується до різновидів мовлення, якими користуються сільські жителі, хоча у спеціальній літературі можна зустріти словосполучення «соціальні діалекти», «міські діалекти», «професійні діалекти» і т. д Наприклад Є. Д. Поливанов писав про соціальні діалекти і соціальну діалектологію — науку, яка має стати в один ряд з традиційною діалектологією, яка вивчає селянські говори. В американській соціолінгвістиці мається немало робіт про міські діалекти.
Територіальний, або місцевий, діалект за своєю назвою засвідчує скоріш географічний, ніж соціальний, розподіл мови. Але територіальна локалізованість — лиш одна з характерних рис цієї підсистеми національної мови. Одночасно це і соціальний мовний різновид, оскільки місцевим діалектом володіє коло людей, достатньо визначених в соціальному відношенні: у сучасних умовах це в більшості селяни старшого покоління.
Відмітимо основні риси територіальних діалектів, які відрізняють цей різновид національної мови від усіх інших. До них належать:
1. Соціальна, вікова і іноді статева обмеженість кола носіїв діалекту (це головним чином сільські жительниці старшого покоління);
2. Обмеження сфери використання діалекту сімейними та побутовими ситуаціями;
3. Освіта напівдіалектів як результат взаємовідносин та взаємного впливу різних говорів та пов'язана з цим перебудова стосунків між елементами діалектних систем;
4. Нівелювання своєрідності діалектного мовлення під впливом літературної мови (через засоби масової інформації, книжки, систему освіти і т. д).
Безсумнівно, різновид діалектів і їх вираженість в Австралії не такі яскраві і чіткі як наприклад у Великій Британії, хоча площа Австралії у 30 разів більше Великої Британії. В діалектах немає виражених граматичних відмінностей, і відмінності у використанні слів не настільки великі: так, дитячий візок який в Британії називають pram у Новому Південному Уельсі називають stroller, а в Південній Австралії — pusher. Доволі важко судити з якого саме району та чи інша людина по тому, як вона розмовляє (хоча деякі локалізми, слова та вирази іноді можуть засвідчувати те, звідки ця людина родом).
Більшість лінгвістів розділяють австралійську англійську мову на три групи згідно з фонологічними характеристиками: «Cultivated» (культивований діалект, на якому розмовляє приблизно 10% населення країни, на нього все ще впливає нормативна вимова), «General» (загальний діалект, на якому розмовляє більшість населення) та «Broad» («широкий» діалект неосвіченої частини населення з вираженими відступами від стандартної англійської мови у фонетиці, словниковому запасі та граматиці). Ці варіації вимови не мають визначеної географічної локалізації, у них немає чітко виражених культурних обмежень між прошарками населення, всі ці варіації у вимові можна прослідкувати у межах одного міста чи навіть однієї сім'ї. Вперше це розмежування було введено Мітчеллом та Делбріджем. Часто, але не завжди ці діалекти відображають соціальний клас чи рівень освіти того хто говорить.
Як і в інших плюрицентричних мовах, риси варіанту, визнаного стандартом, в основному однакові та прослідковуються в будь-якому районі країни. Таким чином, «культивована» австралійська англійська ближче за все до британського варіанту і часто приймається за нього, а «широка» австралійська відрізняється від неї у максимальному ступені.
Мовлення деяких людей, які розмовляють Cultivated Australian, сприймається як імітуюче мовлення освіченого населення південних районів Великої Британії. У своїй короткій формі такий діалект сприймається тими, хто розмовляє на інших діалектах як «штучний», несправжній. Ним розмовляє менш, ніж 10% населення. Хорошими прикладами можуть послужити Джуді Девіс та Джеффрі Руш.
Broad («широкий») діалект — це протилежна крайність, на ньому у Австралії говорять близько 30% населення, і саме він сприймається як «Australian twang» («гугнявий австралійський акцент»). На ньому говорять більше половини населення, у тому числі члени парламенту та викладачі шкіл та інших навчальних закладів. Цей акцент звучить з уст героїв таких акторів, як Поль Хоган («Крокодил Данді») і Баррі Хамфріз, які зображують типових австралійців з глушин, людей з народу, малоосвічених та грубоватих. Зазвичай він використовується у фільмах та телепередачах про Австралію, створених за її межами. Саме цей діалект отримав неофіційну назву «страйн» (англ. strine, від австралійської вимови слова «Australian»).
«Страйн» — це термін вигаданий у 1964 році та пізніше використовувався для опису жартівливої чи вигаданої «мови» якою начебто балакали австралійці, чиї акценти часто зливалися разом. «Страйн» також був предметом гумористичних статей, що публікувалися у «Сідней Морнінг Геральд» із середини 1960-х років.
General (загальний діалект) об'єднує в собі групу діалектів і не має різко виражених рис. На ньому розмовляє більшість населення. Яскравим прикладом може послужити вимова таких акторів, як Ніколь Кідман, Кейт Бланшетт та Рассел Кроу.
Деякі вчені виділяють «модифікований різновид австралійського варіанту англійської мови». Він визначається у словнику австралійського варіанту англійської мови Маккворі (Macquarie Dictionary) як "така вимова в австралійській англійській, в якій австралійці намагаються імітувати мовлення британського вищого суспільства і яка розглядається як афективоване та неприпустиме («That pronounciation of Australian English whick seeks to imitate British upper class speech, usually considered affected and unacceptable»).
Як показують дослідження, зростає число користувачів «середнього» різновиду австралійської англійської та зменшується число користувачів «культивованого» та «широкого» різновиду. "Культивований різновид асоціюється з британською колоніальною традицією, а «широкий» ідентифікується зі старим міфом про те, що справжній австралієць живе ближче до природи, а Австралія — це країна відкритих просторів, попри те, що це найурбанізованіша країна у світі. Хоча вважається, що сільський різновид «широкої» австралійської англійської (Rural Australian English) «ширший» за міський (Urban Australian English). Чим «ширший» різновид, тим більше він відхиляється від стандарту.
Є також особливий варіант мови — етнолект. Це особливий варіант мовлення людей, для яких англійська мова не є рідною. Він з'явився завдяки великому притоку іммігрантів, які прибували з різних країн за весь час розвитку Австралії. Іноді таке мовлення сприймається як іноземне або «дуже британське».